# Disillusion
Disillusion ist eine deutsche Metal-Band aus Leipzig, die 1994 gegründet wurde. Die Band bewegt sich stilistisch zwischen Death, Progressive, Alternative und Thrash Metal.

## Geschichte

### Die Anfänge ohne Plattenvertrag
Disillusion wurde 1994 von Andy Schmidt, Tobias Spier, Alex Motz, Markus Espenhain sowie Jan Stölzel gegründet. Stilistisch bewegte sich die Band damals im Thrash-Metal-Bereich. Trotz des Ausstiegs von Bassist Markus Espenhain Anfang 1996 wurde im März desselben Jahres das erste Demo Subspace Inanity aufgenommen.
1997 folgte das Red, bei dem schon von einem eigenen Stil gesprochen werden kann. Das zweite Demo wurde von Andy Schmidt und Alex Tscholakov von TAM Recording in Zwickau gemischt und gemastert. Trotz zunehmenden lokalen Erfolgs und der Perspektive, die Band ernsthafter zu betreiben, wurde Disillusion aufgrund Zeitmangels einiger Mitglieder 1998 vorerst auf Eis gelegt.
Mit Beitritt des Gitarristen Rajk Barthel 1999 und des Schlagzeugers Jens Maluschka 2000 kam wieder neues Leben in die Band. Es folgten einige Konzerte und die Aufnahme des dritten Demos Three Neuron Kings im Sommer 2001 (wieder mit Alex Tscholakov bei TAM Recording). Es wurden erstmals positive Kritiken seitens der Fachpresse geerntet. Im Frühjahr 2002 ging Disillusion zusammen mit zwei anderen lokalen Bands auf Deutschland-Tour. Im Rahmen des Legacy-Band-Contest gewann Disillusion die Aufnahme einer EP. Damit wurde 2002 bei TAM Recording The Porter aufgenommen, welche auch international für Aufsehen sorgte und die Aufmerksamkeit größerer Labels auf sich zog.

### Back to Times of Splendor
Disillusion unterschrieb folglich einen Vertrag bei Metal Blade Records und veröffentlichte 2004 das erste Album Back to Times of Splendor. Stilistisch ist die Musik weitestgehend im Progressive Death Metal angesiedelt. Von den Kritiken wurde Back to Times of Splendor äußerst positiv aufgenommen. Das Rock Hard sprach gar von einem heißen Anwärter auf den Titel „Debüt des Jahres“.
Es folgten Festivalauftritte (u. a. Summer Breeze) und eine Europa-Tour als Support für Amon Amarth und Impious. Während dieser Zeit wurde das Album an ausgewählten Orten auch in großer Besetzung zusammen mit Leipziger Musikerkollegen von Dark Suns und Unloved dargeboten.

### Gloria
Das Nachfolgewerk namens Gloria wurde am 20. Oktober 2006 veröffentlicht. Mit dem Album betrat Disillusion musikalisches Neuland und griff hierbei verstärkt auf verzerrten Gesang sowie elektronische Soundelemente zurück. Letztere wurde vor allem durch das Produktionsduo Philipp Hirsch und Heiko Tippelt von film-m entwickelt. Die Band wollte damals stilistisch keinen Nachfolger zu Back to Times of Splendor, da im Debütalbum alles gesagt worden sei. Das wird unter anderem in dem Gloria-Song „Save the Past“ deutlich. Fans und Rezensenten nahmen Gloria sehr kontrovers auf. Es folgten europaweite Konzerte, wobei die Band dieses Mal keine zusammenhängende Tour, sondern viele einzelne Shows als Headliner spielte.
Am 8. Dezember 2009 gab Andy Schmidt bekannt, dass man sich von Gitarrist Rajk Barthel getrennt hatte. Ende 2010 wurde Sebastian Hupfer als neuer Gitarrist in die Band geholt und 2011 wurden einige Shows gespielt. Es folgte eine Ruhephase, die Andy Schmidt mit privaten Herausforderungen der einzelnen Bandmitglieder begründete.

### Alea
Erst im Jahr 2015 gab es wieder ein Lebenszeichen. Ein Fan bat die Band, ein exklusives Konzert in Wien zu spielen. Nachdem Matthias Becker aufgrund seiner Band SAFI zeitlich nicht mehr verfügbar war, wurde der französische Bassist Djon in die Band geholt, der mit Sebastian Hupfer bis dato bei dem lokalen Projekt echo.mensch gespielt hatte. Wieder vollständig präsentierte Disillusion am 29. Mai 2015 in Wien das Album Back to Times of Splendor zum ersten Mal am Stück. Es folgten weitere Shows in Deutschland und ein finales Comeback-Konzert am 4. Dezember 2015 im ausverkauften Leipziger Werk II. Dort wurde erstmals die neue zehnminütige Single Alea live vorgestellt. Im April 2016 wurde Ben Haugg offiziell als neuer Bassist vorgestellt, da Djon aufgrund privater Verpflichtungen wieder nach Frankreich zurückgehen musste. Am 7. Oktober 2016 erschien Alea digital und als CD unter Kick the Flame Publishing (der Verlag des ehemaligen Gitarristen Rajk Bartel). Es folgte eine Mini-Tour Ende des Jahres durch Deutschland und Österreich. Ein Album wurde angekündigt.

### The Liberation: Das dritte Album
Im März 2017 gab Disillusion bekannt, mit der Arbeit am dritten Album zu beginnen. Andy Schmidt zog sich für drei Wochen in eine Waldhütte in Tschechien zurück, um ungestört an neuen Songideen arbeiten zu können. Gleichzeitig bat die Band über die Plattform Patreon um Unterstützung zur Umsetzung. Das erste Ziel, die Unterstützung für Andy Schmidt, wurde dabei innerhalb von zwei Tagen erreicht. Die Band verkündete daraufhin, das dritte Album 2018 fertigzustellen. Anfang 2018 wurde im Rahmen der Arbeit am neuen Album bekannt gegeben, dass Jens Maluschka die Band aus Zeitgründen verlassen hat und von Josh Saldana abgelöst wurde. Zudem soll live zukünftig mit drei Gitarren gespielt werden, weshalb Ben Haugg an die Gitarre wechselte und Felix Tilemann den Bass übernahm. Mitte 2019 fand erneut ein Besetzungswechsel am Schlagzeug statt. Martin Schulz übernimmt seitdem den Platz von Josh Saldana. Das Album The Liberation erschien schließlich im September 2019 und stieg in der Woche der Veröffentlichung auf Platz 45 der deutschen Albumcharts ein. Nachdem Frank Schumacher ab Mitte 2019 zunächst Felix Tilemann als Gastmusiker am Bass ersetzte, spielt seit Anfang 2020 Robby Kranz den Bass und singt Backings. Nachdem aufgrund der Covid-19-Pandemie das Livegeschäft unterbrochen werden musste, spielten Disillusion im April 2020 ein spezielles Live-Set, welcher online gestreamt werden konnte. Im Anschluss daran begann die Band das Songwriting für das nächste Album, das 2022 erscheinen soll. Zuvor wurde die Trennung von Gitarrist Sebastian Hupfer aufgrund von privaten Gründen bekanntgeben.

### Ayam
Nach Auftritten im Sommer 2022 auf Festivals wie Graspop Metal Meeting und Dong Open Air gab die Band Anfang August bekannt, dass das vierte Album Ayam heißen wird und am 4. November des gleichen Jahres weltweit veröffentlicht wird. Zugleich veröffentlichte man mit Am Abgrund den Opener des Albums als erste Single. Es folgte eine gemeinsame Europa-Tour im September mit Obscura und Persefone, welche Disillusion u. a. zum ersten Mal in Länder wie Italien und UK brachte. Nach der Veröffentlichung der zweiten Single Tormento, veröffentlichte die Band Anfang November das Album Ayam, welches von Fans wie von der Fachpresse hochgelobt auf Platz 35 der deutschen Albumcharts landete und damit den höchsten Charteinstieg der Bandgeschichte markierte.

### Trivia
- Die Band wird von Andy Schmidt geleitet. Spätestens seit Back to Times of Splendor ist er für den Hauptteil des kreativen Outputs maßgeblich verantwortlich.
- Disillusion hatten lange Zeit keinen permanenten Bassisten. Dieser wurde live durch ein Bass-Playalong kompensiert. Erst 2005 konnte mit Ralph Willis ein passender Live-Bassist engagiert werden. Der erste feste Bassist war Matthias Becker 2008.
- Nach dem Ausstieg von Jens Maluschka Anfang 2007 war ursprünglich der Freund der Band Alex Tscholakov, in dessen Studio TAM Recordings Back to Times of Splendor gemischt wurde, als festes Mitglied vorgesehen. Dieser zog sich aber direkt nach der Bekanntgabe seines Beitritts eine Handverletzung zu und fiel als Schlagzeuger aus, weshalb er bis zur Rückkehr von Jens durch Clemens Frank vertreten wurde.

## Diskografie
Alben:
- 2004: Back to Times of Splendor
- 2006: Gloria
- 2019: The Liberation
- 2022: Ayam
- 2024: Ayam (Instrumental)

Sonstige:
- 1996: Subspace Inanity (Demo)
- 1997: Red (Demo)
- 2001: Three Neuron Kings (MCD)
- 2002: The Porter (EP)
- 2016: Alea (Single)
- 2020: Between (Single)